# Chloropyramine
Chloropyramine là thuốc kháng histamine cổ điển ("cũ" hoặc thế hệ đầu tiên) được phê duyệt ở một số nước Đông Âu (như Nga) để điều trị viêm kết mạc dị ứng, viêm mũi dị ứng, hen phế quản và các tình trạng dị ứng khác. Các chỉ định liên quan cho sử dụng lâm sàng bao gồm phù mạch (hay phù Quincke), phản ứng dị ứng với vết côn trùng cắn, dị ứng thực phẩm và thuốc, sốc phản vệ.
Chloropyramine được biết đến như một chất đối kháng thụ thể H1 có thể đảo ngược cạnh tranh (còn được gọi là chất chủ vận đảo ngược H1), có nghĩa là nó thể hiện tác dụng dược lý bằng cách cạnh tranh với histamine giành thụ thể histamine tiểu loại H1. Bằng cách ngăn chặn tác dụng của histamine, thuốc có tác dụng ức chế sự giãn mạch, tăng tính thấm thành mạch và phù nề mô liên quan đến giải phóng histamine trong mô. Các đặc tính đối kháng H1 của chloropyramine có thể được các nhà nghiên cứu sử dụng cho mục đích ngăn chặn tác dụng của histamine trên tế bào và mô. Ngoài ra, chloropyramine có một số đặc tính kháng cholinergic.
Các đặc tính kháng cholinergic của chloropyramine và thực tế là nó có thể đi qua hàng rào máu não có liên quan đến các tác dụng phụ lâm sàng của nó: buồn ngủ, yếu, chóng mặt, mệt mỏi, khô miệng, táo bón và hiếm khi - rối loạn thị giác và tăng áp lực nội nhãn.

## Liều dùng lâm sàng và cách dùng
Trong trường hợp phản ứng dị ứng nghiêm trọng, chloropyramine có thể được tiêm bắp hoặc tiêm tĩnh mạch. Dùng đường uống: Ở người lớn, 25 mg có thể uống 3 đến 4 lần mỗi ngày (tối đa 150 mg); ở trẻ em trên 5 tuổi, 25 mg có thể uống 2 đến 3 lần mỗi ngày. Đối với ứng dụng bên ngoài, da hoặc kết mạc mắt có thể được điều trị nhiều lần trong ngày bằng cách bôi một lớp kem mỏng hoặc thuốc mỡ có chứa 1% chloropyramine hydrochloride.

## Chống chỉ định
Chống chỉ định đường tiêm hoặc uống trong các trường hợp tăng sản tuyến tiền liệt lành tính, loét dạ dày, hẹp môn vị và tá tràng, tăng nhãn áp không kiểm soát, mang thai và cho con bú. Thuốc không dùng để điều trị co thắt phế quản cấp tính.

## Cảnh báo đặc biệt và biện pháp phòng ngừa
Không nên sử dụng chloropyramine khi kết hợp với rượu, thuốc an thần và thuốc ngủ do tác dụng của thuốc, nên được sử dụng thận trọng ở những bệnh nhân bị cường giáp, bệnh tim mạch và hen suyễn. Ở trẻ em, thuốc có thể gây kích động, và ở nhiều bệnh nhân người lớn có thể thấy chóng mặt. Do tác dụng an thần rõ rệt, việc chuẩn bị nên được quy định thận trọng ở người lái xe và người làm việc với máy móc.

## Tương tác thuốc
Không nên sử dụng chloropyramine khi đang dùng các thuốc ức chế MAO. Do hoạt động kháng cholinergic, không nên dùng thuốc đồng thời với cholinomimetic. Thuốc gây mê toàn thân, thuốc giảm đau và thuốc an thần làm tăng tác dụng an thần của chloropyramine.

## Tên biệt dược
- Allergosan, Sopharma AD (BG, GE, LV)
- Suprastin, Dược phẩm Egis PLC (GE, HU, LT, LV, UA, RU)
- Supralgon, Công ty cổ phần Biopharm (GE)
- Supranorm-Tsiteli A, Công ty TNHH Boomharm (GE)
- Synopen, Pliva d.o.o. (BA, HR, RS)

## Tổng hợp

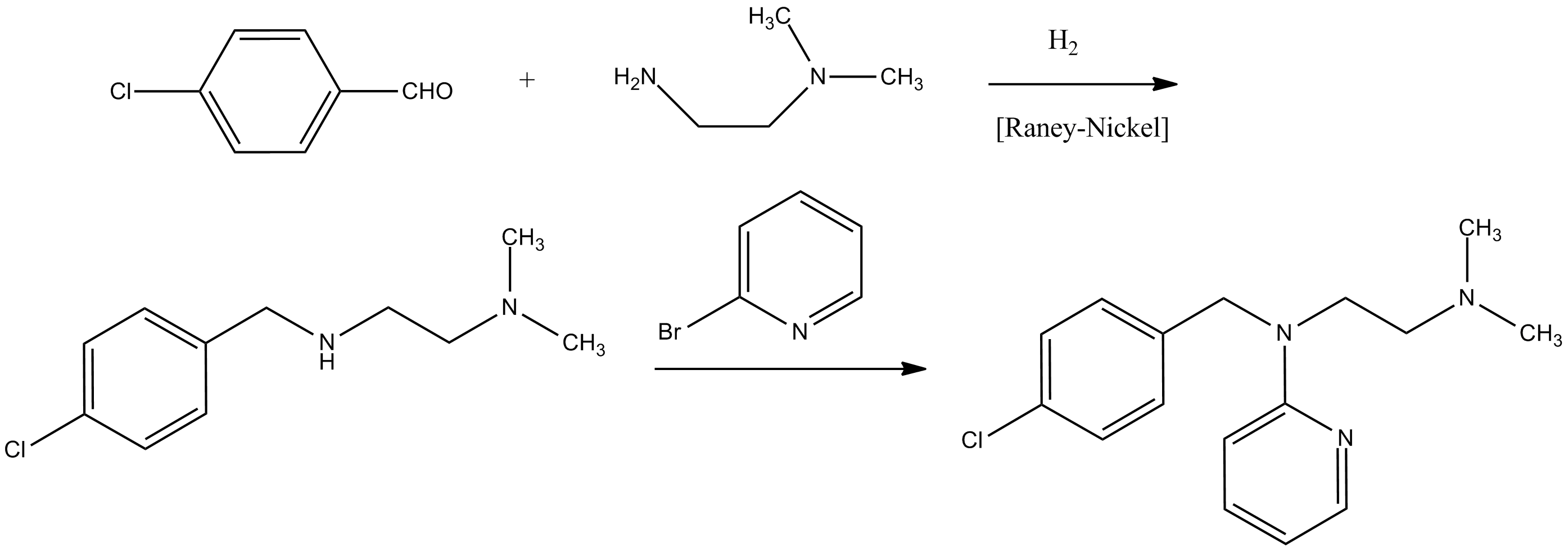
Tổng hợp chloropyramine:

Chế phẩm bắt đầu từ việc ngưng tụ 4-chlorobenzaldehyd với 1,1-dimethylethylenediamine. Các Schiff base giảm bớt. Amin thu được sau đó tiếp tục phản ứng với 2-bromopyridine với sự hiện diện của sodamide. 

Tổng hợp chloropyramine 2:

Tổng hợp chloropyramine 3: